# Натаров, Сергей Васильевич
Сергей Васильевич Натаров (род. 26 декабря 1968, Красный Сулин, Ростовская область) — российский государственный и политический деятель. Депутат Государственной Думы Федерального Собрания Российской Федерации VII созыва, первый заместитель председателя комитета Госдумы по охране здоровья (2016-2021). Член фракции ЛДПР. Депутат Законодательного Собрания Красноярского края (2001—2011 и с 2021).

## Биография
Сергей Васильевич Натаров родился 26 декабря 1968 года в городе Красный Сулин Красносулинского района Ростовской области (данные ЦИК, по другим данным — в городе Ростове-на-Дону той же области).
Семья переехала в город Чебаркуль Челябинской области, где Сергей окончил школу № 2.
В 1992 году окончил Курганское высшее военно-политическое авиационное училище и получил высшее военное образование по специальности «социальный педагог-психолог».
С 1995 по 2000 год работал в Челябинской региональной организации «Честь и Родина» в должности председателя совета организации, параллельно работал в представительстве Красноярского края в Челябинской области в должности руководителя представительства. Организацию «Честь и Родина» возглавлял Александр Иванович Лебедь. Натаров помогал Александру Лебедю в освобождении российских солдат из чеченского плена.
В марте 1998 года стал соучредителем ООО «Компания «УралЕвроМаркет».
С 2000 по 2001 год работал в Общероссийском молодёжном общественно-политическом движением «Лебедь» руководителем организации.
23 декабря 2001 года был избран депутатом Законодательного собрания Красноярского края III созыва по спискам блока «За Лебедя», в том же году вступил в ЛДПР. С 2001 по 2007 год работал в Законодательном собрании Председателем депутатской комиссии по здравоохранению и санаторно-курортному делу.
С 2007 по 2011 год — депутат Законодательного собрания Красноярского края I созыва. На выборах, состоявшихся 15 апреля 2007 года, баллотировался в Законодательное собрание по спискам ЛДПР, в результате распределения мандатов стал депутатом во второй раз. В Законодательном собрании работал в комитете по здравоохранению, спорту и туризму в должности председателя комитета.
С 2013 по 2015 год работал в Министерстве экономики и регионального развития Красноярского края в должности заместителя министра.
С 2015 по 2016 год работал в Красноярском региональном отделении ЛДПР в должности руководителя (координатора).
В 2016 году прошёл переподготовку в Российской академии народного хозяйства и государственной службы при президенте Российской Федерации.
В сентябре 2016 года выдвигался в Госдуму по спискам ЛДПР, в результате распределения мандатов стал депутатом Государственной Думы VII созыва.
С 2021 года — депутат Законодательного собрания Красноярского края IV созыва. На выборах, состоявшихся 19 сентября 2021 года, баллотировался в Законодательное собрание по спискам ЛДПР, в результате распределения мандатов стал депутатом в третий раз. 12 октября 2021 года, на 1-м заседании I сессии Законодательного Собрания края 4 созыва избран заместителем председателя Законодательного Собрания Красноярского края.

## Награды
- Благодарность Правительства Российской Федерации (16 декабря 2019 года) — за большой вклад в развитие российского парламентаризма и активную законотворческую деятельность[17]
- Юбилейная медаль Русской Православной Церкви «В память 100-летия восстановления патриаршества в Русской Православной Церкви», 1 декабря 2017 года[18].

## Семья
Сергей Натаров женат, жена Инна Вячеславовна (урожд. Ломова).
Сын депутата Антон Сергеевич Натаров (род 28 августа 1990, Чебаркуль, Челябинская область) — заместитель министра экономического развития, инвестиционной политики и внешних связей Красноярского края (2015—2016), советник губернатора Красноярского края в 2017-2021 гг. 15 марта 2019 года Антон Натаров был задержан по подозрению в мошенничестве, по одному делу с депутатом задержан бухгалтер регионального отделения ЛДПР Денис Бундюк и другие фигуранты. После задержания сын депутата был отправлен под домашний арест.

## Арест
22 декабря 2021 года вице-спикера Законодательного Собрания Красноярского края Сергея Натарова задержали по делу, заведенному в отношении его сына Антона Натарова. 23 декабря Железнодорожный районный суд Красноярска выбрал меру пресечения для Сергея Натарова. Он подозревается в совершении 8 эпизодов присвоения или растраты (ч. 4 ст. 160 УК РФ). Арест неоднократно продлевался по решению суда. В июле 2023 года жители Красноярского края, Иркутской области, Тувы и Хакасии оставили более 750 подписей под ходатайством об изменении меры пресечения для депутата Заксобрания Сергея Натарова. 19 апреля 2024 года Кировский районный суд Красноярска оставил Сергея Натарова еще на 3 месяца под стражей. По словам адвоката Натарова Александра Хропота, Кировский районный суд Красноярска нарушил требование ч. 2 ст. 228 УПК РФ об извещении не менее чем за 3 суток при рассмотрении вопроса о продлении срока содержания под стражей.
Очередной срок содержания Сергея Натарова в СИЗО судья продлил до 16 августа 2025 года. Таким образом, срок его заключения к августу составит 3,5 года (42 месяца). С учетом того, что 1 день нахождения в СИЗО засчитывается как 1,5 дня в колонии, фактический срок, который отбыл Сергей Натаров, составит 5,2 года.